# Amos L. Allen

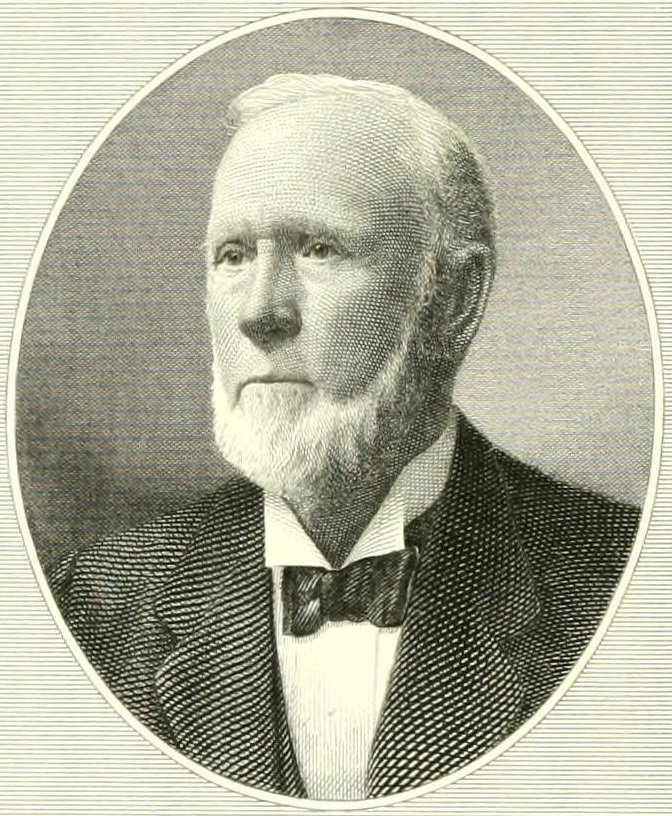
Amos L. Allen

Amos Lawrence Allen (* 17. März 1837 in Waterboro, York County, Maine; † 20. Februar 1911 in Washington, D.C.) war ein US-amerikanischer Politiker. Zwischen 1899 und 1911 vertrat er den Bundesstaat Maine im US-Repräsentantenhaus.

## Werdegang
Amos Allen besuchte die öffentlichen Schulen seiner Heimat und danach das Whitestown Seminary in New York. Anschließend absolvierte er bis 1860 das Bowdoin College in Brunswick. Nach einem Jurastudium an der Columbian Law School in Washington wurde er im Jahr 1866 als Rechtsanwalt zugelassen. Er hat diesen Beruf aber nicht ausgeübt. Zwischen 1867 und 1870 arbeitete er als Angestellter für das Finanzministerium. Von 1870 bis 1883 war er in der Verwaltung des Bezirksgerichts im York County angestellt.
Politisch war Allen Mitglied der Republikanischen Partei. In den Jahren 1886 und 1887 saß er als Abgeordneter im Repräsentantenhaus von Maine. Anschließend wurde er Privatsekretär des Kongressabgeordneten Thomas Brackett Reed, der damals auch Sprecher des Repräsentantenhauses war. Im Jahr 1896 war er Delegierter zur Republican National Convention in St. Louis, auf der William McKinley als Präsidentschaftskandidat nominiert wurde.
Nach dem Rücktritt von Reed als Kongressabgeordneter wurde Allen bei der notwendig gewordenen Nachwahl im ersten Wahlbezirk von Maine als dessen Nachfolger in das US-Repräsentantenhaus gewählt. Dort trat er am 6. November 1899 sein neues Mandat an. Nach fünf Wiederwahlen verblieb er bis zu seinem Tod am 20. Februar 1911 im Kongress.